# Amphiperatherium
Amphiperatherium — вимерлий рід метатерієвих ссавців, близькоспоріднений до сумчастих. Він коливався від раннього еоцену до середнього міоцену в Європі. Це найновіший метатерій, відомий на континенті.

## Опис
Як і сучасні опосуми, з якими Amphiperatherium у далекому спорідненні, ця тварина мала тіло довжиною 15 сантиметрів і хвіст довжиною 17 сантиметрів. Його тіло було відносно більшим, ніж у деяких його попередніх родичів, таких як Peradectes, але його хвіст був пропорційно коротшим.

## Класифікація
Amphiperatherium є частиною еволюційного випромінювання метатерій, відомих як Herpetotheriidae, типових для раннього кайнозою Європи, Азії та Північної Америки. Амфіператерій був не тільки відомим герпетотерієм, але й останнім відомим у Європі, який вимер у середньому міоцені, 15 мільйонів років тому. Його вимирання збіглося із загальним похолоданням європейського клімату, що, мабуть, стало смертельним ударом для герпетотериїд, пристосованих до більш м'якого клімату.
Рід був вперше описаний Філхолом у 1879 році на основі матеріалів, знайдених у Франції, але пізніше були знайдені додаткові скам'янілості в Іспанії, Німеччині, Бельгії, Чехії та Англії, рід зберігся протягом 35 мільйонів років, від раннього еоцену до пізнього міоцену. Amphiperatherium, мабуть, був еволюційним успіхом, дозволяючи роду виживати мільйони років, не зазнаючи важливих змін. Серед найвідоміших видів – Amphiperatherium bourdellense, A. exile, A. fontense, A. minutum, A. frequens, останні види, що збереглися з середнього міоцену. Він був споріднений європейському роду Peratherium і американському роду Herpetotherium.

## Палеоекологія
Морфологічні характеристики Amphiperatherium вказують на те, що, на відміну від подібних, але менших родів, таких як Peradectes, більшу частину часу проводив на землі. Однак деякі особливості його скелетів, такі як чіпкий хвіст, вказують на те, що це була принаймні частково деревна тварина, яка споживала велику різноманітність їжі, включаючи дрібних тварин і рослини.